# Віреон пуерто-риканський
Віреон пуерто-риканський (Vireo latimeri) — вид горобцеподібних птахів родини віреонових (Vireonidae).

## Поширення
Ендемік Пуерто-Рико. Поширений в західній і центральній частині острова. Мешкає переважно у вапнякових гірських лісах, а також на плантаціях кави. Він також трапляється в мангрових заростях Торресілья-Піньйонес, але, як не дивно, не зустрічається в жодній іншій зоні мангрових заростей на острові.

## Опис
Пуерториканський віреон має сіру голову, білі груди і жовтуватий живіт. Вид сягає, середньому, 12 см завдовжки і важить 11-12 грамів.